# Borovnice (Trutnov)
Borovnice é uma comuna checa localizada na região de Hradec Králové, distrito de Trutnov‎.